# La scivolosa scarpata
La scivolosa scarpata (The Slippery Slope) è il decimo libro della serie di libri per ragazzi, Una serie di sfortunati eventi, scritta da Lemony Snicket.

## Trama
All'inizio del libro ritroviamo Violet e Klaus Baudelaire che, all'interno di un caravan, stanno precipitando dal Monte Manomorta, mentre Sunny è nelle grinfie del Conte Olaf e dei suoi compari.
Violet, nonostante abbia poco tempo per pensare e si trovi con il fratello in estremo pericolo, riesce a creare dei freni per il caravan. Grazie ai freni la roulotte si ferma, così gli orfani, scesi dal mezzo portano con loro tutto ciò che possono trasportare: maglioni pesanti, cibo ed altri oggetti utili. Poco dopo però i ragazzi si accorgono che i freni in realtà non funzionano a dovere ed il caravan cade in un dirupo.
Iniziano così la marcia verso la cima del monte, dove il Conte Olaf tiene prigioniera Sunny e dove si trova la base dei V.F.. Il viaggio però risulta lungo e difficoltoso, il tempo pessimo ed inoltre Klaus e Violet sono costretti a difendersi da feroci pappataci delle nevi, una sorta di api velenose. Intanto Sunny è costretta dal Conte a vivere al gelo, a dormire in una cassetta per la frutta ed a preparare i pranzi per tutta la troupe di Olaf.
Affaticati gli orfani vedono una grotta e decidono di ripararsi al suo interno: qui incontrano un gruppo di Scout delle nevi, che non li riconoscono per i "pericolosi assassini Baudelaire" e li accettano come nuovi scout. Tutti gli scout hanno il viso coperto da una maschera bianca, cantano stupide canzoni prive di senso ed hanno intenzione di scalare il monte per "eleggere" il loro nuovo capo. Nonostante le maschere (che i Baudelaire si affrettano ad indossare per nascondere la loro identità) gli orfani riconoscono una loro vecchia (e sgradita) conoscenza, Carmelita Ghette (L'atroce accademia) e scoprono che non vi sarà nessuna elezione poiché Carmelita si autoelegge reginetta ogni anno.
Incontrano inoltre un nuovo amico che conosce l'esistenza dei V.F. e che li aiuta a raggiungere in fretta la cima del monte tramite un passaggio segreto (in disuso) creato dai membri del V.F. stesso.
Giunti quasi alla sommità della montagna scoprono che la loro nuova conoscenza altri non è che Quigley Pantano, creduto dai fratelli Isadora e Duncan morto in un incendio che ha coinvolto la loro famiglia. I fratelli Baudelaire sono molto contenti nel conoscere Quigley (soprattutto Violet), ma comprendono con tristezza che il sopravvissuto all'incendio a cui si accennava nella Pratica Snicket (L'ostile ospedale) altri non è che lui. Scoprono inoltre che la base dei V.F. è andata distrutta da un incendio provocato da due complici di Olaf, la Donna con i capelli ma senza la barba e l'Uomo con la barba ma senza capelli: dell'edificio sono rimaste solo le ceneri, un frigorifero ed un arco in pietra con la scritta "Il mondo qui è quieto".
Indagando tra le macerie ritrovano anche dei documenti bruciacchiati e Klaus capisce che i membri dei V.F., prima di fuggire hanno lasciato un messaggio cifrato con un codice chiamato Verbale Frigorifero: infatti gli oggetti ritrovati nel frigo sono parte del messaggio, che rivela il luogo dove è situata l'ultima base sicura dei V.F., ossia l'Hotel Climax.
Intanto il Conte parla con la donna senza la barba e l'uomo senza i capelli, che forniscono ad Olaf la Pratica Snicket (tranne l'ultima pagina che è in possesso dei Baudelaire). L'uomo da ad Esmé Squalor una sigaretta verde trovata nella base senza sapere che in realtà è un oggetto usato dai V.F. per i segnali di fumo. Esmé l'accetta, non le piace, ma trova il fumare molto in. Sunny decide di usare una "sigaretta" per cucinare del salmone affumicato, ma così facendo crea un pennacchio verde di fumo che viene avvistato dai fratelli.
Mentre Klaus decifra il codice, Violet e Quigley, avendo visto i segnali di Sunny provenienti dalla punta della montagna, vi si dirigono grazie a delle scarpe speciali create da Violet. Incontrano la ragazzina, ma si nascondono per non essere scoperti dal Conte e dai suoi complici. Violet vuole salvare subito Sunny, ma la sorellina non vuole poiché può restare per spiare il Conte Olaf ed inoltre non possono scendere dal monte a piedi. Violet e Quigley, tornati ai resti della base, preparano allora un piano con Klaus per rapire Esmé e barattare la restituzione di Sunny. Fanno una buca e vi bruciano una "sigaretta", così Esmè attirata dal segnale e trovando le sigarette molto "in" raggiunge la base. Violet, Klaus e Quigley però non hanno né il coraggio, né la cattiveria di rapire la donna e, considerando il rapimento un atto cattivo quanto quelli compiuti da Olaf, decidono di fingersi membri dei V.F. e di accompagnare Esmé da Olaf.
Giungono sulla cima contemporaneamente all'arrivo degli scout delle nevi che vengono intrappolati da Olaf con una rete, tranne Carmelita che decide di unirsi alla troupe diventando figlia adottiva del conte. Olaf intende infatti usare gli scout come schiavi e rubare i loro patrimoni così come quello dei Baudelaire. I Baudelaire e Quigley si tolgono le maschere per cercare di avvertire gli scout del pericolo, ma non vengono creduti e non fanno in tempo a salvarli. Olaf riconosce dunque gli orfani e li insegue, ma questi fuggono e tentano di raggiungere la valle. A questo punto la montagna frana ed il fiume straripa trasportando i Baudelaire lontani da Quingley.

## Edizioni
- Lemony Snicket, La scivolosa scarpata, traduzione di Valentina Daniele, Salani, 2006,  p. 337, ISBN 88-8451-635-8.